# خوسيه لويس ألفاريز (سياسي)
خوسيه لويس ألفاريز هو دبلوماسي وكاتب عدل وسياسي إسباني، ولد في 1930 في مدريد في إسبانيا. نشط حزبياً في اتحاد الوسط الديمقراطي والحزب الشعبي.

## مناصب
- في 1979 Madrid City Council election [الإنجليزية]‏، انتخب مستشار مدريد  [لغات أخرى]‏ ( – 30 مايو 1980).
- في الانتخابات العمومية الإسبانية 1982 [الإنجليزية]‏، انتخب عضو مجلس النواب الإسباني  [لغات أخرى]‏ عن دائرة مدريد [الإنجليزية]‏ خلال فترته النيابية  [لغات أخرى]‏ (8 نوفمبر 1982 – 23 أبريل 1986).
- في الانتخابات العمومية الإسبانية 1979 [الإنجليزية]‏، انتخب عضو مجلس النواب الإسباني  [لغات أخرى]‏ عن دائرة مدريد [الإنجليزية]‏ خلال فترته النيابية  [لغات أخرى]‏ (20 مارس 1979 – 31 أغسطس 1982).
- انتخب عمدة مدريد.
- انتخب وزير المواصلات.
- انتخب وزير الزراعة والثروة الحيوانية.